# Siergiej Ulegin
Siergiej Ulegin, ros. Сергей Валерьевич Улегин  (ur. 8 października 1977 w Engels) – rosyjski kajakarz, wicemistrz olimpijski, dwukrotny mistrz świata.
Zdobywca srebrnego medalu w igrzyskach olimpijskich w Pekinie w 2008 roku w kanadyjkach dwójkach (z Aleksandrem Kostogłodem) na dystansie 500 m. 
Jest czterokrotnym medalistą mistrzostw świata, zdobywca dwóch złotych medali (2002, 2006). Był zdobywcą dwóch złotych i srebrnego medalu mistrzostw świata w 2003 roku, jednak po przeprowadzonej kontroli antydopingowej, w wyniku której stwierdzono pozytywny wynik testu, uzyskane przez niego wyniki anulowano.